# Чатмохар
Чатмохар (бенг. চাটমোহর, англ. Chatmohar) — город и муниципалитет на северо-западе Бангладеш, административный центр одноимённого подокруга. Площадь города равна 2,52 км². По данным переписи 2001 года, в городе проживало 11 813 человек, из которых мужчины составляли 50,56 %, женщины — соответственно 49,44 %. Уровень грамотности населения составлял 43,4 % (при среднем по Бангладеш показателе 43,1 %). 